# 太加拉角魴鮄
太加拉角魴鮄，為輻鰭魚綱鮋形目牛尾魚亞目角魚科的其中一種，分布於中西太平洋的菲律賓及新喀里多尼亞海域，棲息深度99-330公尺，體長可達10.9公分，為底棲性魚類，屬肉食性。

## 擴展閱讀
維基物種上的相關：太加拉角魴鮄